# Telepizza
Telepizza è una catena multinazionale di pizzerie spagnola fondata nel 1988 da Leopoldo ed Eduardo Fernández Pujals, un uomo d'affari americano di origine cubana.
Ha sede a San Sebastián de los Reyes, un comune della provincia di Madrid, e conta più di 1.400 punti vendita, soprattutto nella penisola iberica e in America Latina.
Telepizza è la più grande catena di pizza da asporto non statunitense al mondo per numero di negozi.